# Осада Буды (1684)
Осада Буды (венг. Buda ostroma) — осада в 1684 году войсками Священной Римской империи османской крепости Буда. Через 109 дней осада была прекращена.
После победы при Ваце имперская армия захватила Пешт, а затем вернулась в Вац. Здесь она построили двойной лодочный мост через остров Сентендре, переправилась на правый берег Дуная и 10 июля у Сентендре отразила атаку Мустафа-паши, после победы над которым двинулась вперёд и начала 14 июля 1684 года, в годовщину начала осады Вены, осаду Буды.
Имперские войска насчитывали 34 000 человек, Буду защищали около 10 000 османов с более чем 200 орудиями. Командовать осадой был назначен фельдмаршал граф Эрнст Рюдигер фон Штаремберг. Начался обстрел крепости. 19 июля имперским войскам удалось взять нижний город. Но поскольку войск для удержания не хватило, Эрнст Рюдигер приказал поджечь дома. Атаки, предпринятые в июле и августе под командованием Эрнста Рюдигера и Максимилиана фон Штаремберга, были отражены защитниками. 10 августа османский полководец Кара Мехмед-паша пал при отражении штурма. В начале сентября из-за болезней число годных к службе имперских солдат упало с 34 000 до 12 500. Кроме того, боевой дух осаждающих был низким. Только после того как 11 сентября имперский вспомогательный корпус достиг Буды, осадные действия усилились.
Но 22 сентября на помощь защитникам прибыла османская армия и немедленно пошла в атаку. Хотя эта атака была отражена имперскими войсками, деблокирующую османскую армию не удалось отбросить окончательно. Постоянные атаки турецкой армии и неудачи под стенами крепости окончательно утомили осаждающих. Кроме того, пришлось заменить заболевшего Эрнста Рюдигера фон Штаремберга. Поскольку погода в октябре ухудшилась, было решено прервать осаду.
30 октября после 109-дневной осады имперская армия отошла от стен Буды. Из-за османских вылазок, эпидемий дизентерии и лихорадки, плохо вырытых траншей и тактических ошибок силы союзников потеряли 23 000 человек, то есть сократились более чем вдвое. Эрнста Рюдигера фон Штаремберга обвинили в провале осады Буды, хотя он был единственным, кто изначально выступал против осады.